# Isola Piana (Carloforte)
L'isola Piana (l'Uiza Ciaña in tabarchino) è un'isola che fa parte dell'arcipelago del Sulcis all'estremità sud-occidentale della Sardegna.

## Geografia
L'isola ha un'estensione di 22 ettari e un perimetro di 1,8 km, si trova a meno di un chilometro a nord-est dell'isola di San Pietro.

## Status

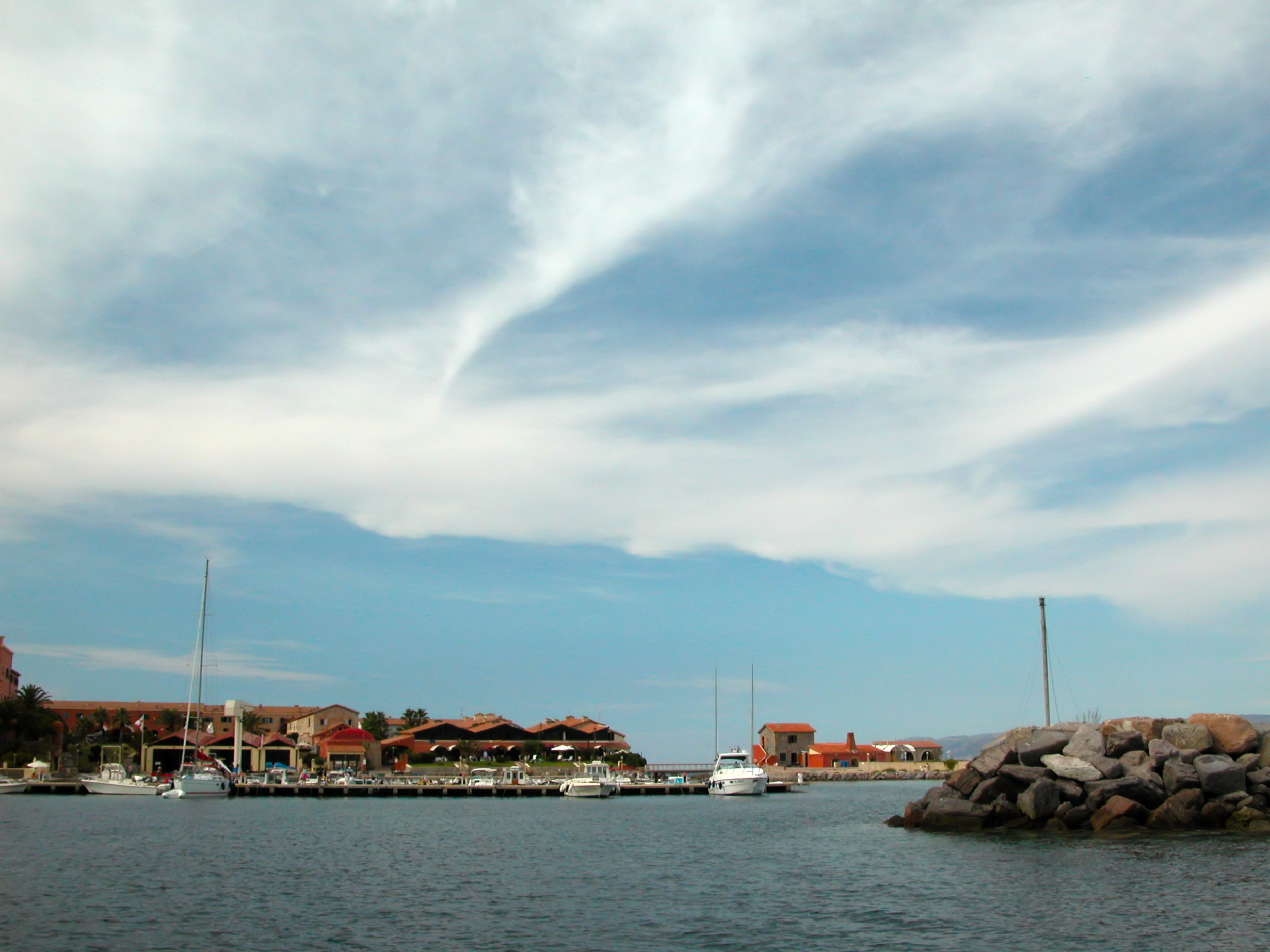
Il villaggio turistico dell'isola

Sull'isola è presente la sola "Residenza Villamarina", un unico condominio che territorialmente comprende tutta l'isola, costituito da spazi e residenze private, spazi di utilizzo e di servizio comuni, riserve energetiche ed idriche.
Al condominio partecipano circa 200 condòmini.
L'Isola Piana quindi è privata. Per poter accedere all'isola è necessario presentarsi all'Ufficio Amministrazione, presso il porto.

## Storia
L'isola era di proprietà dei marchesi Pes di Villamarina, arrivati ad avere un viceré di Sardegna sotto il dominio dei Savoia, i quali nel XVIII secolo vivevano fianco a fianco a pescatori e tonnarotti; sull'isola aveva infatti sede una delle maggiori imprese storiche di pesca al tonno di quel tempo, con propri approdi e servizi; molti dei fabbricati storici dell'isola, che erano il presidio operativo e la direzione di tale impresa, sono stati ristrutturati perfettamente e adattati a funzione residenziale, altre strutture, a costituire un complesso abitativo a forma di villaggio, completo, autonomo e moderno, sono state aggiunte in seguito.

## Natura
L'Isola Piana è inoltre riserva naturalistica e fra le specie protette spicca per bellezza ed importanza il piccolo Falco della Regina, anche noto come Falco Eleonorae (in onore della Giudicessa Eleonora d'Arborea), che nidifica in colonie situate poco lontane. Nidificano sull'isola invece due specie di gabbiani, il fratino e alcuni passeriformi.

## Autonomia
L'isola supplisce alle sue necessità idriche tramite una rete di pozzi che raggiungono una falda acquifera a notevole profondità e non ha scarichi a mare di nessun tipo, dato che, con una saggia politica di depurazione e riciclo, utilizza l'acqua reflua depurata per l'irrigazione.
Una piccola centrale termoelettrica sita sull'isola fornisce corrente elettrica e utilizza il calore refluo per ottenere acqua riscaldata, ottenendo un importante risparmio energetico, l'isola è quindi relativamente autonoma.

## Approdo
L'Isola Piana è dotata di un piccolo porto privato che è in grado di offrire ormeggio, acqua, e corrente elettrica per barche da diporto fino ai 20 metri.
L'approdo è locato sul lato di sud-est dell'isola, a ridosso del vento dominante, il maestrale.
È disponibile presso il porto una gru per il sollevamento degli scafi con una portata di 20 t, anche se risulta sovradimensionata, dato che i fondali limitati non permettono l'accosto a barche di tale dislocamento.

## Trasporti
Per giungere sull'isola è necessario affrontare un tratto di mare, i porti disponibili più vicini sono Portoscuso (costa sarda), porto di Calasetta (Isola di Sant'Antioco, collegata alla Sardegna tramite un sottile istmo) e il porto di Carloforte (Isola di San Pietro).
Con il porto di Carloforte, (che è l'approdo prossimo) nel periodo estivo, esiste un collegamento regolare via mare tramite la motobarca "Tilla" che provvede al trasporto di persone e bagagli. Lo stesso mezzo ha funzione di trasporto delle scorte di carburante per i motogeneratori della propria centrale elettrica, essendo l'Isola Piana autonoma ed indipendente per quanto concerne l'energia elettrica.